# Topázio

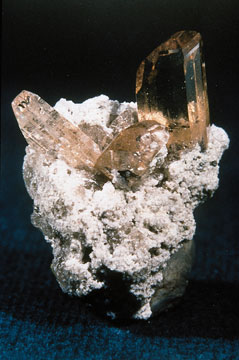
Topázio em sua cor mais comum, o laranja

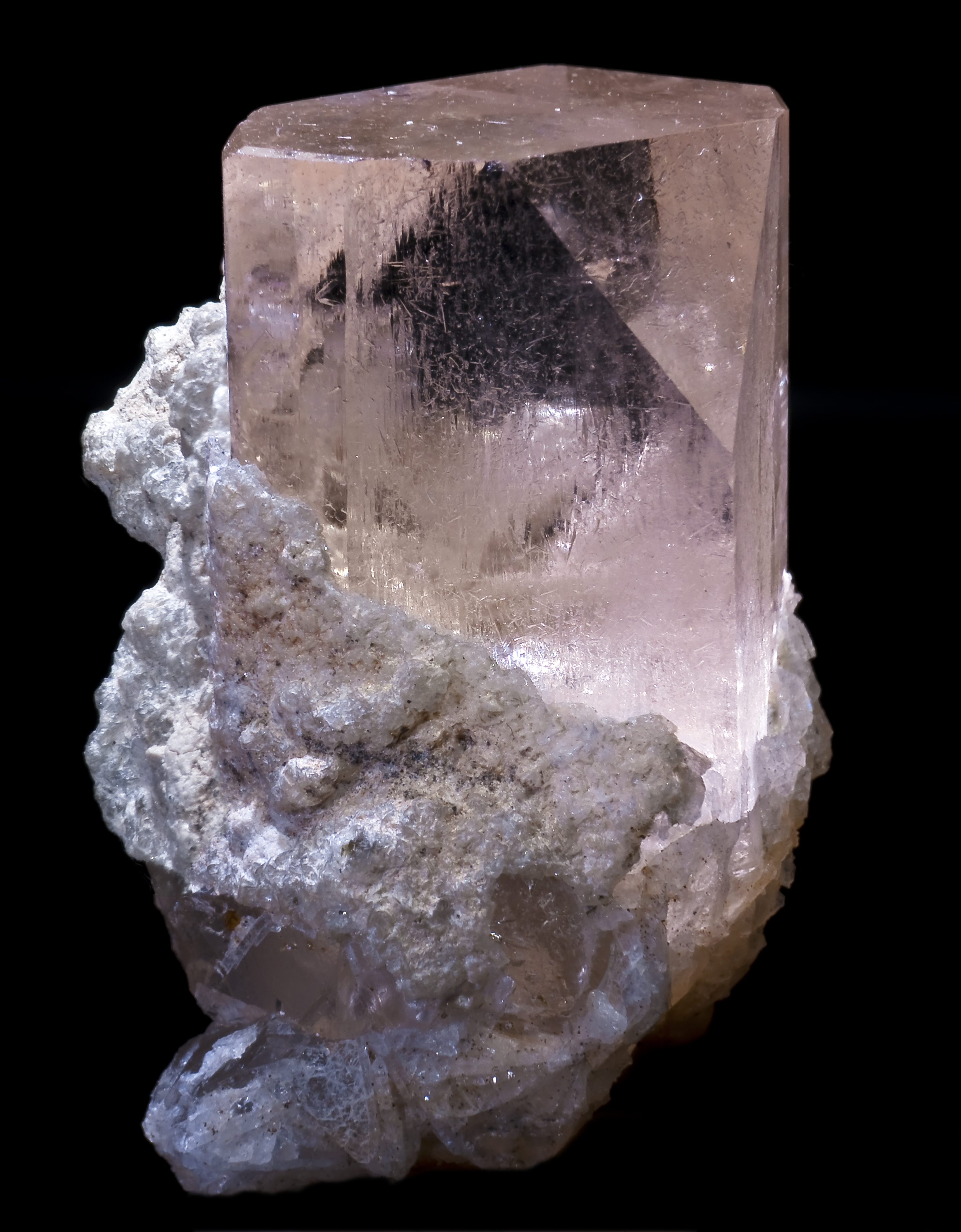
Topázio Rosa

O topázio é um mineral nesossilicato de flúor e alumínio de fórmula química Al2(F,OH)2SiO4. É bastante utilizado em joalharia e classificado como pedra preciosa.

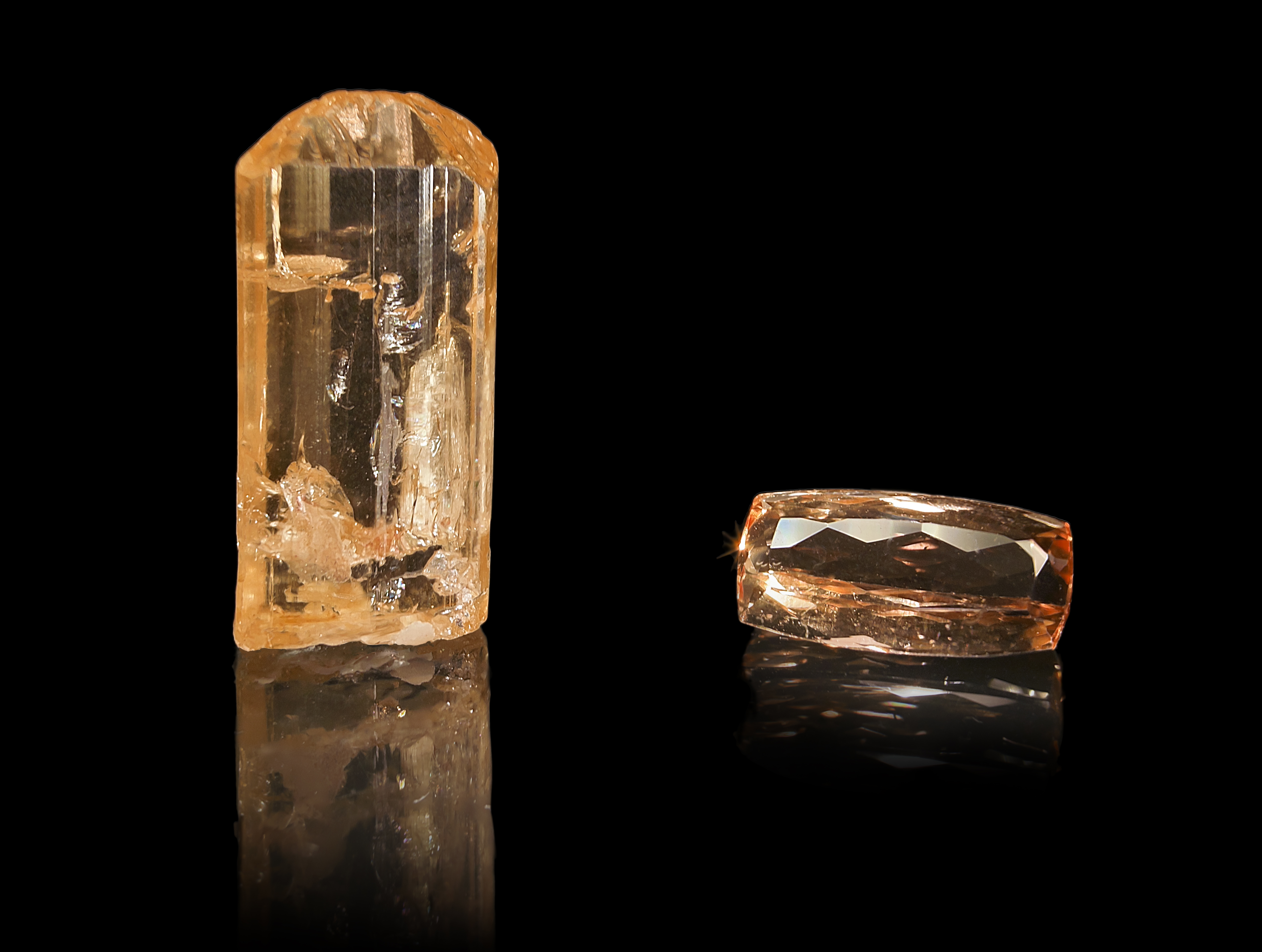
Topázio imperial, Minas Gerais, Brasil. É um dos mais raros e valiosos que existem.

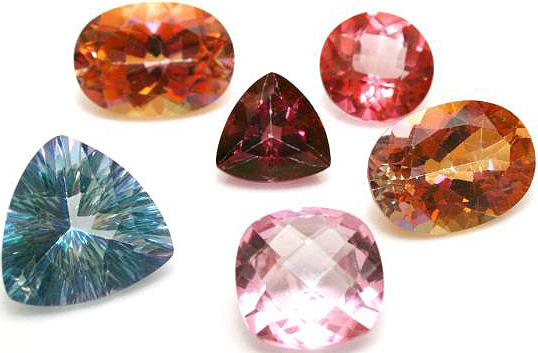
O topázio pode ter várias cores.

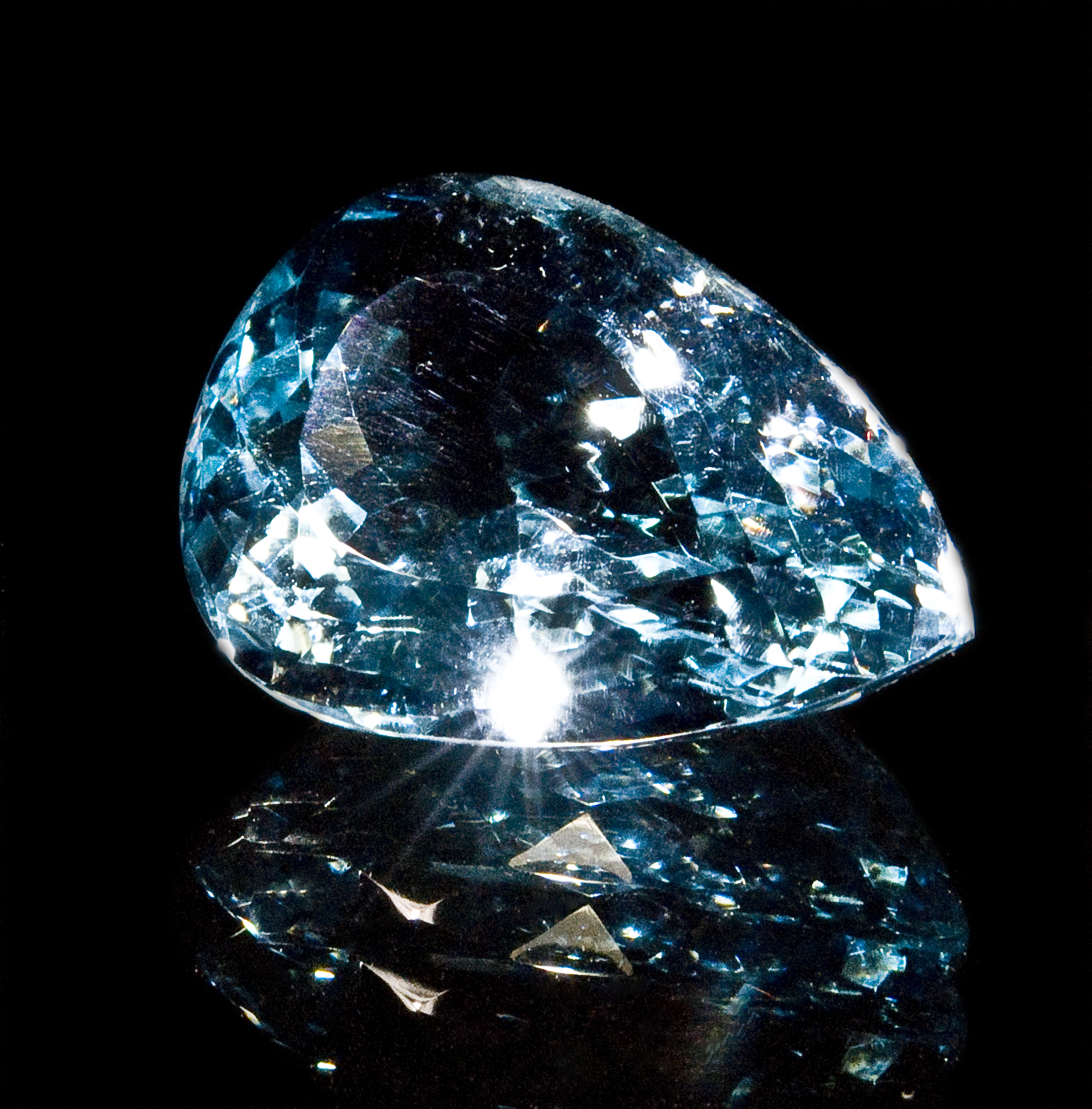
Topázio azul

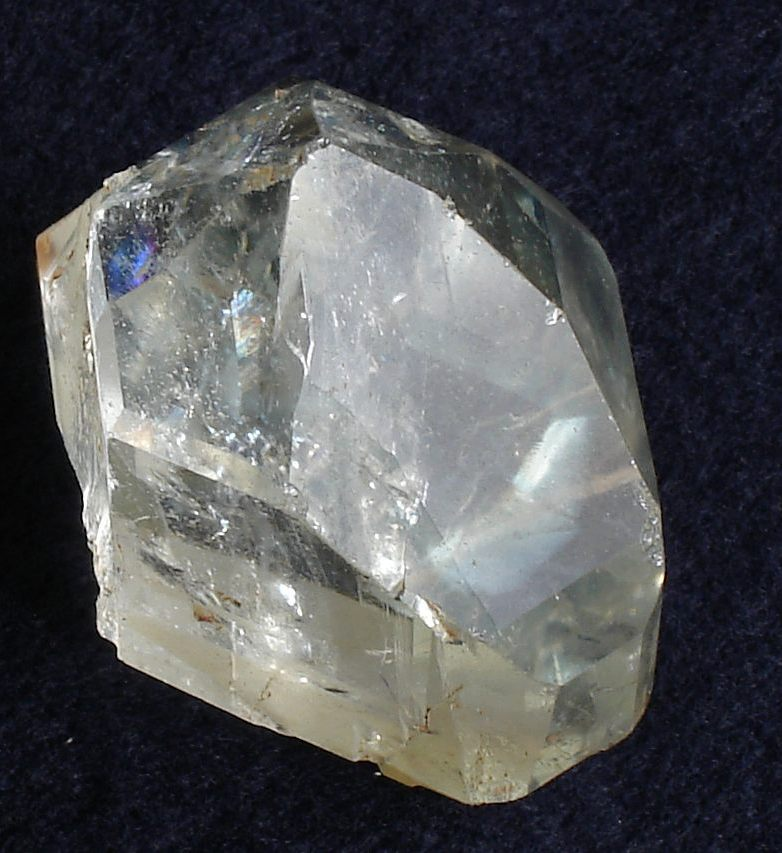
Topázio incolor, Minas Gerais, Brasil

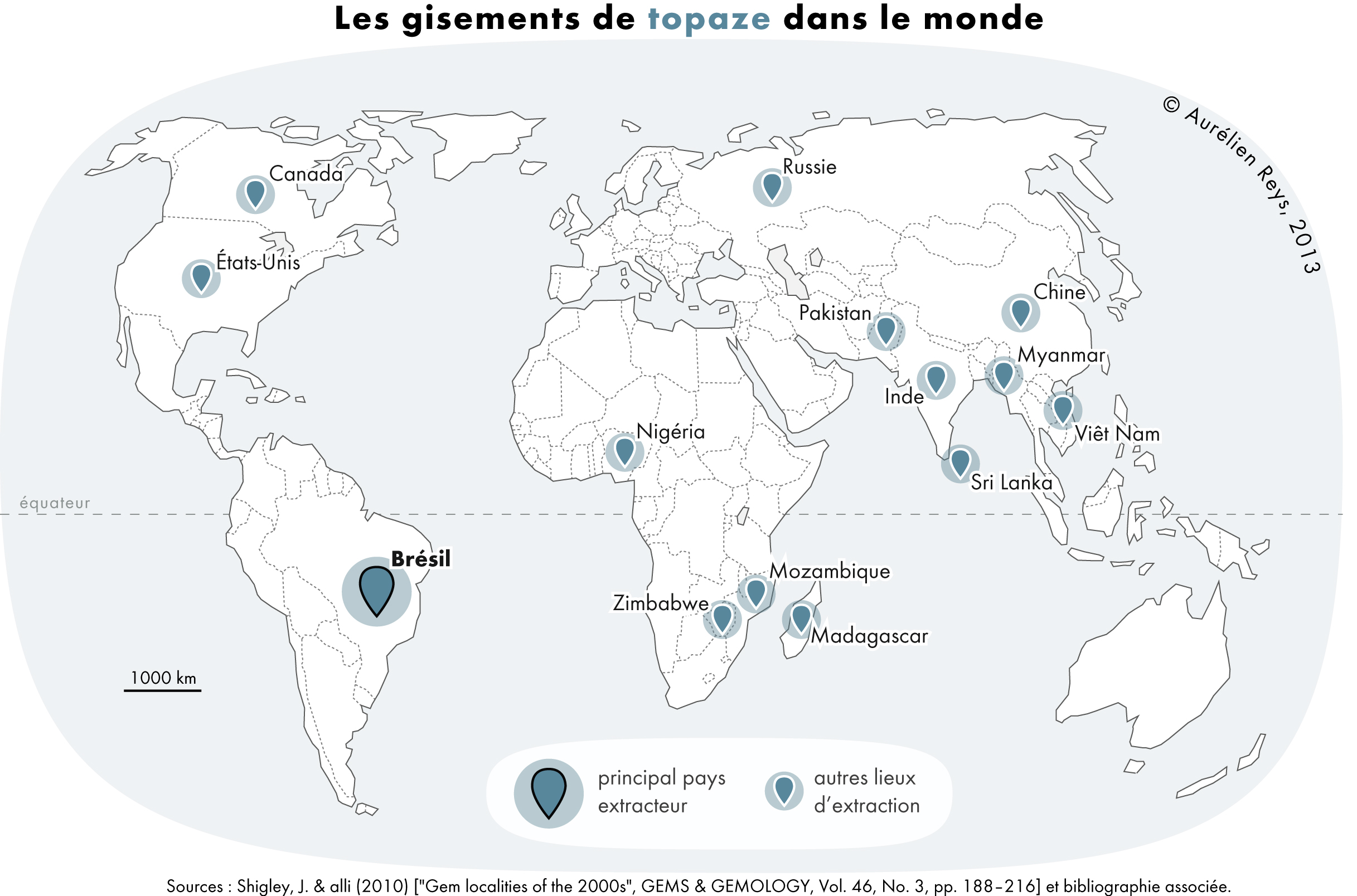
Mapa dos principais países produtores no mundo

## Características físicas
É um mineral que cristaliza no sistema ortorrômbico e seus cristais são na maior parte prismáticos terminados ou não por faces piramidais, frequentemente apresentando pinacóide basal. Tem uma perfeita clivagem basal e por isso as gemas ou outros espécimes finos devem ser seguradas com cuidado para evitar que apareçam falhas de clivagem. A fratura é concoidal e desigual.
O topázio tem uma dureza de 8, peso específico entre 3.4-3.6, e um brilho vítreo. Quando puro é transparente mas em geral matizado por impurezas; em termos de cor o topázio típico apresenta-se  cor de vinho ou amarelo-claro. Pode também ser branco, cinza, verde, azul, ou amarelo-avermelhado e transparente ou translúcido.  Quando aquecido, o topázio amarelo torna-se frequentemente rosa-avermelhado.

## Tipos de ocorrência
O topázio ocorre em pegmatitos, veios de quartzo de alta temperatura e em cavidades existentes em rochas ácidas como granito e riólito e pode ser encontrado associado com fluorita e cassiterita. Pode ser encontrado nas montanhas Urais e Ilmen (Rússia), na República Checa, Saxônia, Noruega, Suécia, Japão, Brasil, México, e Estados Unidos. O mais raro deles, o "topázio imperial" foi primeiramente encontrado na Rússia[carece de fontes?] (de acordo com, o mesmo foi encontrado no Brasil pela primeira vez, conhecido como "rubis brasileiros", em 1751), os Urais foi o local das primeiras jazidas, exauridas durante o período Czarista. É encontrado hoje somente no Brasil, em minas de Ouro Preto, Minas Gerais. Pela sua raridade e beleza é uma das pedras mais valorizadas da atualidade.
Em Portugal pode ser encontrado na zona de Gonçalo, Guarda.

## Brasil
No Brasil, a pedra é encontrada em várias regiões, entre elas Antônio Pereira.

## Etimologia
O nome "topázio" é derivado do grego topazos ("buscar"), que era o nome de uma ilha no Mar Vermelho difícil de encontrar e da qual uma pedra amarela (atualmente acredita-se que fosse uma olivina amarelada) era minerada em tempos antigos. Na Idade Média, o nome topázio conhecido era usado como referência a qualquer gema amarela, mas atualmente o nome é aplicado corretamente somente ao silicato descrito acima.